# Västra Liang (555-587)
Västra Liang (西梁; Xī Liáng) eller Senare Liang (後梁; Hòu Liáng) var en historisk kinesisk marionettstat år 555 till 587 under perioden De sydliga och nordliga dynastierna.
Dynastin, som var en rest av Liangdynastin (502–557), styrdes inledningsvis av Västra Weidynastin, följt av Norra Zhoudynastin och Suidynastin. 587 upphörde dynastin efter övertagande av Suidynastin.

## Regentlängd
| Nr | Postumt namn        | Tempelnamn | Regeringstid | Personnamn     | Regeringsperiod       | Not |
| -- | ------------------- | ---------- | ------------ | -------------- | --------------------- | --- |
| 1  | Liang Xuandi 梁宣帝 |            | 555 ↓ 561    | Xiao Cha 蕭詧  | Dading 大定 555–561   |     |
| 2  | Liang Mingdi 梁明帝 |            | 562 ↓ 585    | Xiao Kui 蕭巋  | Tianbao 天保 562–585  |     |
| 3  |                     |            | 585 ↓ 587    | Xiao Cong 蕭琮 | Guangyun 廣運 586–587 |     |